# Eparchia di Jagdalpur
L'eparchia di Jagdalpur (in latino Eparchia Jagdalpurensis) è una sede della Chiesa cattolica siro-malabarese in India suffraganea dell'arcidiocesi di Raipur. Nel 2021 contava 11.719 battezzati su 3.383.000 abitanti. È retta dall'eparca Joseph Kollamparampil, C.M.I.

## Territorio
L'eparchia comprende la divisione di Bastar (ossia i distretti di Bastar, Sukma, Bijapur, Dantewada, Kanker, Kondagaon e Narayanpur) nella parte meridionale dello stato indiano del Chhattisgarh. Ha giurisdizione su tutti i fedeli cattolici, indipendentemente dal rito di appartenenza.
Sede eparchiale è la città di Jagdalpur, dove si trova la cattedrale di San Giuseppe.
Il territorio è suddiviso in 24 parrocchie.

## Storia
L'esarcato apostolico di Jagdalpur fu eretto il 23 marzo 1972 con la bolla Indorum gentes historia di papa Paolo VI, ricavandone il territorio dalla prefettura apostolica di Raipur (oggi arcidiocesi).
Il 26 febbraio 1977 l'esarcato apostolico è stato elevato a eparchia con la bolla Nobismet ipsis dello stesso papa Paolo VI. Originariamente era suffraganea dell'arcidiocesi di Bhopal.
Il 27 febbraio 2004 è entrata a far parte della provincia ecclesiastica dell'arcidiocesi di Raipur.

## Cronotassi dei vescovi
Si omettono i periodi di sede vacante non superiori ai 2 anni o non storicamente accertati.
- Paulinus Jeerakath, C.M.I. † (23 marzo 1972 - 7 agosto 1990 deceduto)
  - Sede vacante (1990-1992)
- Simon Stock Palathara, C.M.I. † (16 dicembre 1992 - 16 luglio 2013 ritirato)
- Joseph Kollamparampil, C.M.I., dal 16 luglio 2013

## Statistiche
L'eparchia nel 2021 su una popolazione di 3.383.000 persone contava 11.719 battezzati, corrispondenti allo 0,3% del totale.
| anno | popolazione | popolazione | popolazione | presbiteri | presbiteri | presbiteri | presbiteri                | diaconi | religiosi | religiosi | parrocchie |
| anno | battezzati  | totale      | %           | numero     | secolari   | regolari   | battezzati per presbitero | diaconi | uomini    | donne     | parrocchie |
| ---- | ----------- | ----------- | ----------- | ---------- | ---------- | ---------- | ------------------------- | ------- | --------- | --------- | ---------- |
| 1980 | 1.016       | ?           | ?           | 24         |            | 24         | 42                        |         | 39        | 72        | 3          |
| 1990 | 2.737       | 2.301.000   | 0,1         | 32         | 4          | 28         | 85                        |         | 51        | 144       | 12         |
| 1999 | 4.876       | 2.271.314   | 0,2         | 50         | 4          | 46         | 97                        |         | 88        | 198       | 11         |
| 2000 | 5.309       | 2.271.314   | 0,2         | 47         | 4          | 43         | 112                       |         | 88        | 233       | 11         |
| 2001 | 5.557       | 2.672.651   | 0,2         | 56         | 6          | 50         | 99                        | 1       | 88        | 244       | 11         |
| 2002 | 5.870       | 2.672.651   | 0,2         | 60         | 7          | 53         | 97                        | 1       | 80        | 260       | 11         |
| 2003 | 6.362       | 2.673.651   | 0,2         | 55         | 7          | 48         | 115                       | 1       | 75        | 254       | 11         |
| 2004 | 6.345       | 2.673.651   | 0,2         | 65         | 8          | 57         | 97                        | 1       | 89        | 254       | 12         |
| 2006 | 6.449       | 2.743.630   | 0,2         | 72         | 12         | 60         | 89                        |         | 86        | 260       | 12         |
| 2009 | 7.869       | 2.953.469   | 0,3         | 85         | 17         | 68         | 92                        |         | 97        | 304       | 19         |
| 2013 | 8.600       | 3.200.000   | 0,3         | 86         | 22         | 64         | 100                       |         | 99        | 290       | 23         |
| 2016 | 9.100       | 3.240.000   | 0,3         | 92         | 30         | 62         | 98                        |         | 87        | 309       | 23         |
| 2019 | 10.300      | 3.375.000   | 0,3         | 95         | 36         | 59         | 108                       |         | 75        | 370       | 24         |
| 2021 | 11.719      | 3.383.000   | 0,3         | 104        | 37         | 67         | 112                       |         | 84        | 337       | 24         |